# Кампінос (гміна)
Гміна Кампінос (пол. Gmina Kampinos) — сільська гміна у центральній Польщі. Належить до Варшавський-Західного повіту Мазовецького воєводства.
Станом на 31 грудня 2011 у гміні проживало 4239 осіб.

## Площа
Згідно з даними за 2007 рік площа гміни становила 84.25 км², у тому числі:
- орні землі: 73.00%
- ліси: 19.00%

Таким чином, площа гміни становить 15.81% площі повіту.

## Населення
Станом на 31 грудня 2011:
| Опис     | Загалом | Загалом | Чоловіки | Чоловіки | Жінки | Жінки |
| -------- | ------- | ------- | -------- | -------- | ----- | ----- |
| одиниця  | осіб    | %       | осіб     | %        | осіб  | %     |
| все      | 4239    | 100     | 2102     | 49.59    | 2137  | 50.41 |
| міське   | 0       | 100     | 0        |          | 0     |       |
| сільське | 4239    | 100     | 2102     | 49.59    | 2137  | 50.41 |

## Сусідні гміни
Гміна Кампінос межує з такими гмінами: Брохув, Леонцин, Лешно, Сохачев, Тересін.